# Catalina del Palatinado
Catalina del Palatinado (14 de octubre de 1499 en Heidelberg - 16 de enero de 1526 en abadía de Neuburg) fue un miembro de la familia Wittelsbach y condesa palatina titular de Simmern. Fue abadesa de la abadía de Neuburg.

## Biografía
Catalina era la hija menor del elector palatino Felipe (1448-1508) de su matrimonio con Margarita (1456-1501), hija del duque Luis IX de Baviera-Landshut. En 1515, Catalina renunció a su herencia e ingresó en la abadía benedictina de Neuburg. Se convirtió en abadesa de la abadía.
Catalina murió en 1526, a la edad de 26 años. Fue enterrada en la iglesia de la abadía de Neuburg. Su lápida puede encontrarse en el muro norte de la nave, opuesta al portal del monasterio. Es de roca arenisca roja y muestra, en bajorrelieve, Catalina con el hábito de monja, con el bastón de abadesa y un libro en sus manos y un león a sus pies.